# Festival Internacional de Cinema Independent d'Elx
El Festival Internacional de Cinema Independent d'Elx és una trobada cultural que se celebra a la ciutat d'Elx (Baix Vinalopó, País Valencià) on s'exposen els millors curtmetratges realitzats durant l'any anterior de l'esfera nacional i internacional. Les projeccions són a l'aire lliure i es desenvolupen simultàniament en l'Hort del Xocolater, un hort del palmerar històric de la ciutat i en una de les platges il·licitanes d'Arenals del Sol.
Celebrat per primera vegada en 1978, és un dels festivals de curtmetratges amb més prestigi i antiguitat del país i, no en va, ha rebut en l'edició de 2007 més de 700 curts a concurs, de més de quaranta països i els cinc continents, dels quals se n'han seleccionat 93 per a la seua projecció en l'hort del Xocolater.
Està patrocinat des dels seus inicis per la Caixa Mediterrani.